# Lena Matthijs
Lena Matthijs, född 1964, är polismästare, jurist och författare. Hon tjänstgör som polisområdeschef vid polisen i Västra Götaland, stationerad i Borås. Matthijs författande utgörs av kriminalromaner. Hon är bosatt i Ulricehamn.